# Iglesia de Santo Domingo (Loja)
La Iglesia de Santo Domingo es una de las primeras Iglesias de la ciudad de Loja, en Ecuador.

## Descripción

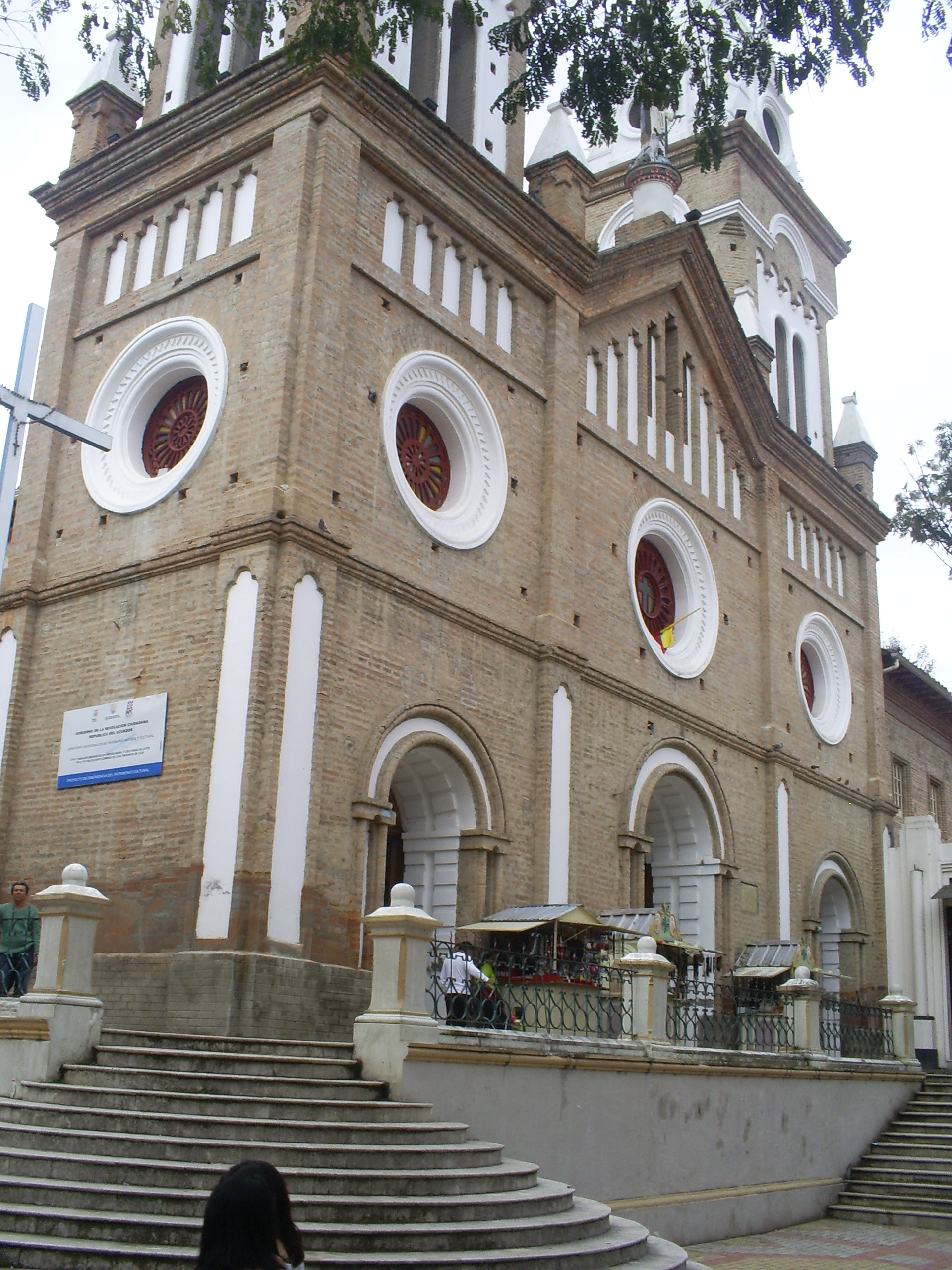
la Iglesia de Santo Domingo Loja, Ecuador.

Desde 1557 a 1600 tuvo lugar la construcción de esta iglesia, donde se aloja la imagen de la Virgen del Rosario traída desde Sevilla en 1550. En el interior de esta iglesia se encuentra la imagen del cristo crucificado, que podría ser obra del indígena quiteño Caspicara, las dos torres de aguja resaltan en esta iglesia, 
Está situada en las calles Bolívar y Rocafuerte, en el barrio Santo Domingo, en la parroquia El Sagrario en el centro de la ciudad.